# Apetit
Apetit ili tek jest želja za konzumacijom hrane ili potreba za njom. To je kompleksna biološka funkcija koja uključuje različite signale iz tijela poput hormonalnoga i živčanoga sustava te drugih čimbenika kako bi potaknula želju za unosom hrane.
Normalan apetit ključan je za održavanje pravilne prehrane i općeg zdravlja. Različiti čimbenici, uključujući emocionalno stanje, tjelesnu aktivnost, metaboličke potrebe i zdravstveno stanje, mogu utjecati na apetit. Primjerice, stres ili bolest mogu utjecati na apetit i uzrokovati smanjenje ili povećanje želje za hranom.
Odsutstvo teka (anoreksija) ili njegova pojačanost (polifagija) mogu biti simptomi mnogih bolesti i poremećaja. Primjerice, pojačan apetit povezan je s oboljenjima kao što su dijabetes ili hormonalni poremećaji. Kontrola apetita važna je za održavanje ravnoteže u unosu kalorija i potrebama tijela, a bilo kakve značajne promjene u apetitu mogu zahtijevati savjetovanje s medicinskim stručnjakom radi dijagnostike i liječenja.